# Mohammad Charif Pacha
 (juin 2019).
Si vous disposez d'ouvrages ou d'articles de référence ou si vous connaissez des sites web de qualité traitant du thème abordé ici, merci de compléter l'article en donnant les références utiles à sa vérifiabilité et en les liant à la section « Notes et références ».
Mohammad Charif Pacha (en arabe : محمد شريف باشا; février 1826 - 19 avril 1887)  est un homme d'État égyptien d'origine turque. Il a servi en tant que Premier ministre d'Égypte à trois reprises au cours de sa carrière. Son premier mandat a été entre le 7 avril 1879 et le 18 août 1879. Son deuxième mandat a été entre le 14 septembre 1881 et le 4 février 1882. Son dernier mandat a été entre le 21 août 1882 et le 7 janvier 1884.

## Biographie
Sherif, originaire de Kavala, dans le nord de la Grèce ottomane, a occupé de nombreux postes administratifs sous Saïd Pacha et Ismaël Pacha. Il était plus éduqué que la plupart de ses contemporains et avait épousé une fille du colonel Sèves, sous-officier français devenu Soliman Pacha sous Mehmet Ali. Ils étaient les grands-parents maternels de la reine épouse Nazli d'Egypte et du régent Sherif Sabri Pacha.
En tant que ministre des Affaires étrangères, il a été utile à Ismail, qui a utilisé la bonhomie de bluff de Sherif pour voiler nombre de ses propositions les plus insidieuses. D'une disposition singulièrement paresseuse, il possédait pourtant un tact considérable; il était en fait un Lord égyptien, Melbourne, dont la politique était de tout laisser tranquille. 
L'argument favori de Sherif contre toute réforme était de faire appel aux pyramides en tant que preuve immuable de la solidité financière et politique de l'Égypte. Son optimisme fatal le rendit en grande partie responsable de l'effondrement du crédit égyptien qui entraîna la chute d'Ismail. 
Lors de l'insurrection militaire de septembre 1881 sous Urabi Pacha, Sherif fut convoqué par le khédive Tawfiq pour former un nouveau ministère. L'impossibilité de concilier les exigences financières du parti national avec les exigences des contrôleurs britanniques et français de la dette publique l'a contraint à démissionner le mois de février suivant. 
Après la répression de la Révolte ʻUrabi, il est réinstallé dans ses fonctions (août 1882) par Tawfiq, mais en janvier 1884, il démissionne au lieu de sanctionner l'évacuation du Soudan. Quant à la force du mouvement mahdiste, il n'avait alors aucune conception. Au début de 1883, lorsque Sir Evelyn Baring (Lord Cromer) le pressa d'abandonner certaines des régions les plus éloignées du Soudan, il répondit avec une clarté caractéristique : « Nous en causons plus tard ; nous allons donner une bonne raclée à ce monsieur » (Nous en reparlerons plus tard, nous allons d'abord donner à ce monsieur (c'est-à-dire le Mahdi) une bonne raclée). L'expédition se préparait à l'époque pour marcher sur El Obeid.
Sherif est mort à Graz, en Autriche-Hongrie, le 20 avril 1887.